# Список керівників держав XXIII століття до н. е.
Список керівників держав XXIV століття до н. е.  — Список керівників держав XXII століття до н. е.

## Азія

### АккадіШумер
- Саргон Аккадський, цар (XXIV — ХХІІІ ст. до н. е.)
- Рімуш, цар (ХХІІІ ст. до н. е.)
- Маніштусу, цар (ХХІІІ ст. до н. е.)
- Нарам-Суен, цар (ХХІІІ ст. до н. е.)
- Шаркалішаррі, цар (ХХІІІ — ХХІІ ст. до н. е.)

### Елам
- Луххішшан, цар (XXIV — ХХІІІ ст. до н. е.)
- Хішетпратеп, цар (ХХІІ Іст. до н. е.)
- Хелу, цар (ХХІІІ ст. до н. е.)
- Хіта, цар (ХХІІІ ст. до н. е.)
- Кутік-Іншушинак, цар (ХХІІІ — ХХІІ ст. до н. е.)

## Африка

### Стародавнє царство (Стародавній Єгипет):
- Пепі І, фараон (XXIV — ХХІІІ ст. до н. е.)
- Меренра І, фараон (ХХІІІ ст. до н. е.)
- Пепі ІІ, фараон (ХХІІІ ст. до н. е.)